# Parco nazionale Beit Guvrin-Maresha
Il parco nazionale Beit Guvrin-Maresha è un'area protetta del centro d'Israele, a circa 13 chilometri da Kiryat Gat. Comprende le rovine della città giudaica di Maresha e di quella romana di Beit Guvrin, allora chiamata Eleutheropolis.
Gli scavi condotti nell'area hanno svelato un grande cimitero ebraico, un anfiteatro romano-bizantino, una chiesa bizantina, bagni pubblici, mosaici e grotte usate come necropoli.